# Кошари (Ковельський район)
Коша́ри — село в Україні, у Шацькій селищній територіальній громаді Ковельського району Волинської області. Населення становить 32 осіб.
Орган місцевого самоврядування — Шацька селищна рада.

## Історія
В кінці 19 століття в селі було там 49 домів і 374 жителі.
12 червня 2020 року, відповідно до розпорядження Кабінету Міністрів України № 708-р «Про визначення адміністративних центрів та затвердження територій територіальних громад Волинської області», увійшло до складу Шацької селищної територіальної громади.
19 липня 2020 року, в результаті адміністративно-територіальної реформи та ліквідації Шацького району, село увійшло до новоутвореного Ковельського району.

## Населення
Згідно з переписом УРСР 1989 року чисельність наявного населення села становила 84 особи, з яких 32 чоловіки та 52 жінки.
За переписом населення України 2001 року в селі мешкало 60 осіб. 100 % населення вказало своєю рідною мовою українську мову.